# 显脉薹草
显脉薹草（学名：Carex kirganica）是莎草科薹草属的植物。分布于朝鲜、俄罗斯以及中国大陆的黑龙江、内蒙古等地，生长于海拔40米至650米的地区，多生长在沼泽地以及多沼泽的草原，目前尚未由人工引种栽培。